# Noris Cabrera
Noris Leidys Acea Cabrera (ur. 25 października 1986 w Hawanie) – kubańska siatkarka grająca na pozycji przyjmującej. Jest wychowanką klubu Ciudad de Habana. Od stycznia 2018 roku zawodniczka klubu Sharjah Ladies Club.

## Sukcesy klubowe
Puchar Polski:
- 2013

Mistrzostwo Polski:
- 2013